# Шахед 129
Шахед 129 (на персийски: ۱۲۹شاهد, на английски: "witness") е ирански еднодвигателен безпилотен летателен апарат с продължителност (таван на полета за 24 ч) 7300 м, проектиран от авиационната индустрия Шахед за корпуса на гвардейците на Ислямската революция (КСИР). Шахед 129 е способен на бойни и разузнавателни мисии до 24 часа. Той е подобен по размер, форма и роля на американския MQ-1 "Хищник" и се счита за един от най-способните дронове в служба на иранската армия.
БПЛА е използван за въздушни удари в Сирийската гражданска война и за граничен патрул на източната граница на Иран. От 2017 г. се очаква Шахед 129 и Сегех Шахед да формират гръбнака на иранския флот от висок клас БПЛА поне за следващото десетилетие. 

## Разработка
Разработката започва през 2005 г., когато иранската компания за производство на самолети започва работа по проектирането на БЛА ХЕСА-100. Това по същество е същият дизайн като Шахед 129, но е по-къс и с квадратен фюзелаж. Отговорността за проектирането е прехвърлена на Изследователския център за авиационни индустрии Шахед, който преименува ХЕСА-100 на Шахед 123. Въпреки че малко се знае за него, Шахед 123 е производствен БЛА сам по себе си, а не изследователски проект. Шахед 123 по-късно е разработен в Шахед 129. Както авиационната индустрия Шахед, така и ХЕСА имат тесни връзки с Революционната гвардия. От друга страна, редица източници съобщават, че Шахед 129 е бил обратен инженеринг от израелски дрон Хермес 450, който се разби в Иран.

## Технически спецификации

### Общи характеристики
- Екипаж: няма
- Капацитет: 400 кг полезен товар
- Дължина: 8 м (26 фута 3 инча)
- Размах на крилата: 16 М (52 фута 6 инча)
- Височина: 3.1 М (10 фута 2 инча)
- Двигател: 1 = Ротакс 914 четирицилиндров, четиритактов самолетен двигател 75 кВт (100 к. с.)
- Витла: 3-остриета

### Производителност
- Максимална скорост: 150 км / ч
- Боен обхват: 1,700 км
- Максимален обхват: 3,400 км
- Издръжливост: 24 часа
- Максимална височина: 7,300 м.

### Въоражение
- Бомби: 4 х Sadid-345 PGM

## Потребители
-  Иран
-  Русия